# Rolf Erling Nygren
Rolf Erling Nygren, född 11 oktober 1925 i Bjurholm, Västerbottens län, död där 13 mars 2010, var en svensk målare, grafiker och tecknare.
Han var son till hemmansägaren Otto Nygren och Ida Lundgren och gift 1953–1979 med Ingegerd Möller. Nygren studerade vid Skånska målarskolan i Malmö 1945 samt Otte Skölds målarskola 1947–1948 och Kungliga konsthögskolan i Stockholm 1949–1954 samt under ett stort antal studieresor till bland annat Frankrike, Nederländerna, Belgien och Tyskland. Separat ställde han bland annat ut i Umeå, Stockholm och Malmö. Han medverkade i Nationalmuseums utställning Unga tecknare 1950, Sveriges allmänna konstförenings vårsalong i Stockholm 1957, Liljevalchs Stockholmssalonger och Riksförbundet för bildande konst samt samlingsutställningar i bland annat Uppsala, Östersund, Nynäshamn, Örebro, Boden och Haparanda. Hans konst består av stilleben, aktstudier och landskapstolkningar från Norrland. Som illustratör illustrerade han bland annat Lennart Fricks Myrhålet. Han signerade sina arbeten med Rolf Erling. Nygren är representerad vid Moderna museet i Stockholm.